# Sibirotitan
Sibirotitan („Sibiřský titán“) byl rod sauropodního dinosaura, žijícího v období spodní křídy, a to na území dnešního východního Ruska (Kemerovská oblast, geologické souvrství Ilek).

## Historie
Typový druh S. astrosacralis byl formálně popsán ruskými paleontology v roce 2017. Jedná se zřejmě o titanosauriforma z kladu Somphospondyli. Holotyp sestává z krčních a hrudních obratlů, kosti křížové, zubů a částí kostry končetin, objevených na lokalitě zvané „Šestakovo 1“. Fosilie tohoto taxonu byly objeveny již dříve a v roce 2015 se pro ně ujalo neformální označení „Sibirosaurus“.

## Popis
Sibirotitan byl velký býložravý dinosaurus, který byl podobně jako jiní titanosauriformové charakterizován dlouhým krkem a ocasem, relativně malou hlavou, mohutným trupem a čtveřicí sloupovitých končetin.

## Zařazení
Mezi blízké příbuzné tohoto somfospondyla patřily rody Euhelopus a Epachthosaurus. Vzdáleněji příbuzným rodem byl Volgatitan, popsaný rovněž z území Ruské federace (Uljanovská oblast).